# Rhabdomastix microxantha
Rhabdomastix microxantha är en tvåvingeart som beskrevs av Alexander 1958. Rhabdomastix microxantha ingår i släktet Rhabdomastix och familjen småharkrankar. Inga underarter finns listade i Catalogue of Life.